# Anomis obusta
Anomis obusta là một loài bướm đêm trong họ Erebidae.